# Enabl
Enabl A/S er en international dansk producent af løfteudstyr til brug under produktion, installation og servicering af vindmøller samt associerede services. Enabl er med i hele fasen fra forundersøgelser, til produktion, til installering til efterservicering. Virksomheden har hovedkvarter i Hedensted. Selskabet blev etableret som et datterselskab til Eltronic Group i 2019. Eltronic Group er ejet af Lars Jensen og blev etableret i 1993. Enabl A/S har 605 ansatte i 10 lande (2024). I regnskabsåret 2023/24 omsatte de for 874 mio. kroner.